# Валтер брани Сарајево (ТВ серија)
Валтер брани Сарајево је југословенска телевизијска серија монтирана 1974. године на основу материјала истоименог филма из 1972. године.

## Епизоде
| Сезона | Епизода | Назив              | Датум            |
| ------ | ------- | ------------------ | ---------------- |
| 1      | 1       | Лажни комитет      | 28. марта 1974.  |
| 1      | 2       | Подземни фронт     | 4. априла 1974.  |
| 1      | 3       | Клопка за Валтера  | 11. априла 1974. |
| 1      | 4       | Операција „Лауфер” | 18. априла 1974. |

## Улоге
| Глумац                   | Улога                                    |
| ------------------------ | ---------------------------------------- |
| Велимир Бата Живојиновић | Валтер (4 еп. 1974)                      |
| Љубиша Самарџић          | Зис (4 еп. 1974)                         |
| Неда Спасојевић          | Мирна (4 еп. 1974)                       |
| Драгомир Бојанић Гидра   | Кондор (4 еп. 1974)                      |
| Слободан Димитријевић    | Сури (4 еп. 1974)                        |
| Ханјо Хасе               | Вон Дитрих (4 еп. 1974)                  |
| Ролф Рeмер               | Бишоф (4 еп. 1974)                       |
| Растислав Јовић          | Полицијски агент (4 еп. 1974)            |
| Златко Мадунић           | Полицијски агент (4 еп. 1974)            |
| Игор Гало                | Малиша (4 еп. 1974)                      |
| Раде Марковић            | Сеад Капетановић (3 еп. 1974)            |
| Павле Вуисић             | Отправник возова (3 еп. 1974)            |
| Вилхелм Кох Хeге         | Потпуковник Хаген (3 еп. 1974)           |
| Стево Жигон              | Др. Мишковић (3 еп. 1974)                |
| Војислав Мирић           | Иван (3 еп. 1974)                        |
| Руди Алвађ               | Шиндлер (3 еп. 1974)                     |
| Хусеин Чокић             | Павле, члан лажног комитета (3 еп. 1974) |
| Драган Стипић            | Кемо, урарски научник (3 еп. 1974)       |
| Јован Јанићијевић Бурдуш | Јосић (2 еп. 1974)                       |

 Остале улоге ▼
| Глумац               | Улога                                                     |
| -------------------- | --------------------------------------------------------- |
| Етела Пардо          | Азра (2 еп. 1974)                                         |
| Владан Холец         | Брзи (2 еп. 1974)                                         |
| Деметер Битенц       | Пуковник Вансдорф(2 еп. 1974)                             |
| Аxел Делмаре         | Наредник Едел, надзорник станице (2 еп. 1974)             |
| Андреј Нахтигал      | Хуберт (2 еп. 1974)                                       |
| Давор Антолић        | Илегалац, вођа лажне патроле (1 еп. 1974)                 |
| Неда Арнерић         | Неда (1 еп. 1974)                                         |
| Реља Башић           | Оберштурмфирер, вођа убачене групе (1 еп. 1974)           |
| Фарук Беголи         | Бранко (1 еп. 1974)                                       |
| Боро Беговић         | Боро (1 еп. 1974)                                         |
| Зоран Бечић          | Агент гестапоа, лажни курир (1 еп. 1974)                  |
| Михајло Мрваљевић    | Кузма, конобар на куглани (1 еп. 1974)                    |
| Јозо Лепетић         | Вилдер, агент Гестапоа (1 еп. 1974)                       |
| Жарко Мијатовић      | Жељезничар Обрен (1 еп. 1974)                             |
| Рамиз Секић          | Мајор Фолрад (1 еп. 1974)                                 |
| Хелмут Шрајбер       | Потпуковник Wеиланд (1 еп. 1974)                          |
| Еуген Вербер         | Полицијски агент који чита позив грађанима (1 еп. 1974)   |
| Александар Војтов    | Боров помоћник при заробљавању убачене групе (1 еп. 1974) |
| Даринка Гвозденовић  | Жена (1 еп. 1974)                                         |
| Херберт Кeфер        | Њемачки генерал (1 еп. 1974)                              |
| Емир Кустурица       | Омладинац (1 еп. 1974)                                    |
| Слободан Велимировић | Полицијски агент (1 еп. 1974)                             |
| Ранко Гучевац        | Полицијски агент (1 еп. 1974)                             |
| Сутка Петринић       | Љекарница (1 еп. 1974)                                    |
| Петер Белфет         | (непознат број епизода)                                   |
| Златко Мартинчевић   | Члан лажне патроле (1 еп. 1974)                           |
| Миралем Зупчевић     | Члан лажне патроле (1 еп. 1974)                           |

Комплетна ТВ екипа ▼
| Редитељ              | Хајрудин Крвавац        | (непознат број епизода)          |
| Сценариста           | Ђорђе Лебовић           | (непознат број епизода)          |
| Композитор           | Бојан Адамич            | (непознат број епизода)          |
| Директор фотографије | Мирољуб Дикосављевић    | (непознат број епизода)          |
| Монтажер             | Јелена Бјењаш           | (непознат број епизода)          |
| Монтажер             | Војислав Бјењаш         | (непознат број епизода)          |
| Каскадери            | Славољуб Плавшић Звонце | каскадер (непознат број епизода) |